# Зграда Мушке основне школе - Центар за образовање при Радничком универзитету у Алексинцу
Зграда Учитељске школе - зграда Суда у Алексинцу јесте објекат у Алексинцу. Саграђен је седамдесетих година 19. столећа. Представља непокретно културно добро као споменик културе Србије. Зграда је програшена за непокретно културно добро 1989 и уписана у централни регистар 1990.
Налази се близу центра Алексинца, где заузима истакнут положај. Облик зграде условљен је положајем земљишне парцеле према улицама.
Грађена је у периоду од седамдесетих година 19. века. Облик основе саме зграде у виду  je трапеза са дужином фасадних трактова од по 13 и 18 метара. Зграда садржи подрум, високо приземље и надвишени тавански простори. Грађена је масивно. У објекат се улази из дворишта које се налази у средишту основе објекта.
Екстеријер објекта садржи романтичарске утицаје елементима стила у комбинацијама романтике, неоренесанс и делимично Источног римског царста, типично за архитектонско устројство зграда тог историјског периода. што је била једна од карактеристика код обликовања, посебно јавних зграда у то време.
У згради је смештена Основна школа за образовање и васпитање ученика са сметњама у развоју и инвалидитетом „Смех и суза”.